# Гайс (Италия)
Гайс (нем. и итал. Gais) — коммуна в Италии, располагается в регионе Трентино — Альто-Адидже, подчиняется административному центру Больцано.
Население на 2001 год составляло 2865 человек, плотность населения — 48 чел./км². Занимает площадь 60 км². Почтовый индекс — 39030. Телефонный код — 0474.
Покровителем коммуны почитается святой апостол и евангелист Иоанн Богослов, празднование 27 декабря.